# Maitzborn

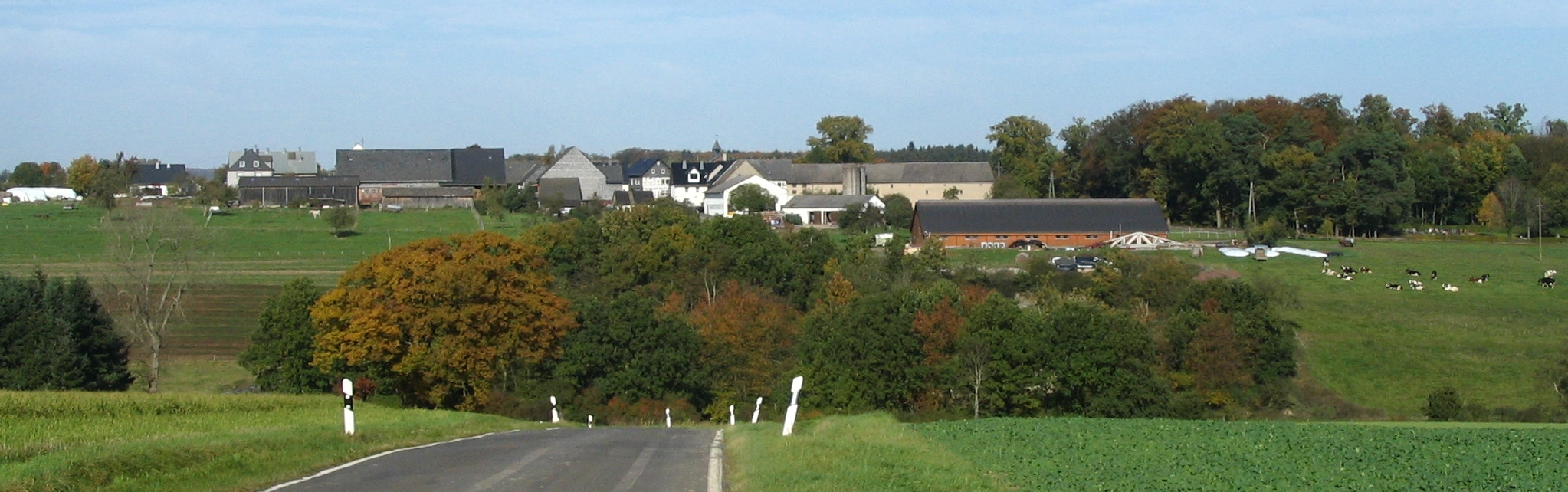
Maitzborn aus südlicher Sicht

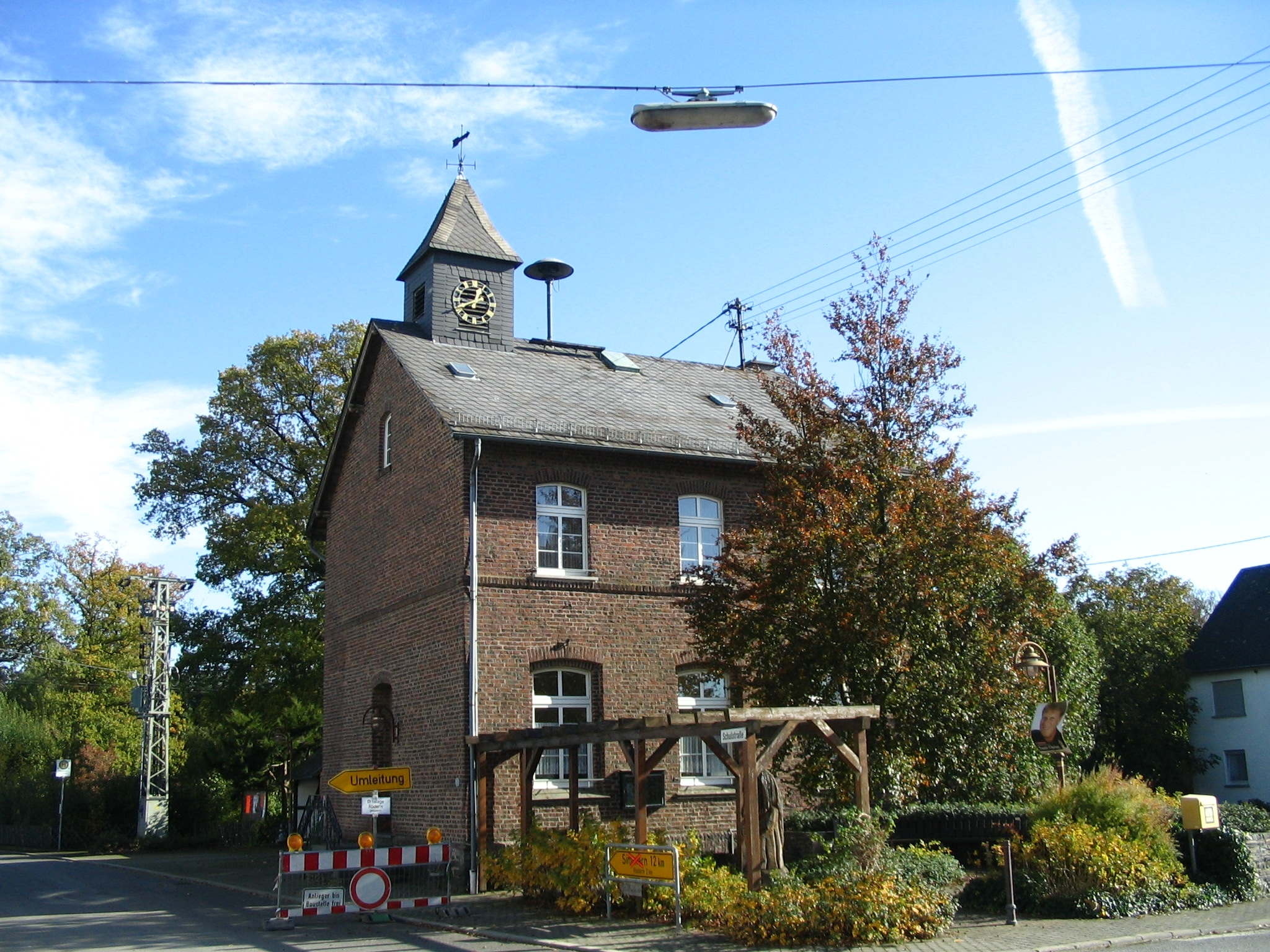
Gemeindehaus im Dorfzentrum

Maitzborn ist eine Ortsgemeinde im Rhein-Hunsrück-Kreis in Rheinland-Pfalz. Sie gehört der Verbandsgemeinde Kirchberg (Hunsrück) an.

## Geographie
Maitzborn liegt zentral im Hunsrück, nahe der Stadt Kirchberg. Östlich vom Dorf liegt das Kauerbachtal, westlich vom Dorf die Bundesstraße 421.

## Geschichte
Maitzborn wurde vermutlich in fränkischer Zeit besiedelt. Um das Jahr 1310, nach neueren Erkenntnissen des Landeshauptarchiv Koblenz wohl 1330–1335, wird der Ort unter dem Namen Meytisbornin im Sponheimischen Gefälleregister der Grafschaft Sponheim erwähnt.
Mit der Besetzung des linken Rheinufers 1794 durch französische Revolutionstruppen wurde der Ort französisch, 1815 wurde er auf dem Wiener Kongress dem Königreich Preußen zugeordnet. Seit 1946 ist der Ort Teil des neu gegründeten Landes Rheinland-Pfalz.
In Maitzborn, dessen Name auf eine Opferquelle verweisen könnte, wurden mehr als 40 Grabhügel gefunden. Sie befinden sich im östlichen Bereich der Ortsgemarkung.

## Politik

### Bürgermeister
Ortsbürgermeisterin von Maitzborn ist seit 2019 Renate Förster-Hoemberg.
Ihr Vorgänger war Karl-Heinz Dreher.

### Wappen
| Wappen von Maitzborn | Blasonierung: „Unter in zwei Reihen von Blau und Gold geschachtem Schildhaupt in Gold schrägrechts eine rote Leiste, begleitet oben von einer roten Garbe, unten von einem roten Brunnen.“ |
| Wappen von Maitzborn | Wappenbegründung: Das Schach in Blau und Gold im Schildhaupt erinnert an die Zugehörigkeit des Ortes zur vorderen Grafschaft Sponheim. Vom 15. Jahrhundert bis 1708 bestand eine gemeinsame kurpfälzische, herzoglich pfalz-simmersche und markgräfliche badische Verwaltung. Rot und Gold im Wappen verweisen auf das markgräflich badische Wappen. Die Zugehörigkeit zu Baden bestand von 1708 bis 1794. Der Brunnen steht für die einst in der Gemeinde vorhandenen Hofbrunnen, die den Ortsnamen mitprägten. Die Getreidegarbe steht als Symbol für den wichtigen landwirtschaftlichen Berufsstand der Gemeinde. |